# Памятник Юрию Гагарину (Чебоксары)
Па́мятник Ю́рию Гага́рину — одна из достопримечательностей столицы Чувашии — города Чебоксары.
Посвящён Юрию Алексеевичу Гагарину — первому человеку в мировой истории, совершившему полёт в космическое пространство.
Расположен в начале бульвара по улице Гагарина, в месте её пересечения с проспектом Ленина. Торжественно открыт — 12 апреля 1976 года.
Является объектом культурного наследия России регионального значения (№ 2100039000).

## История
Памятник был изготовлен в начале 1976 года скульптором, заслуженным художником РСФСР Г. Н. Постниковым, членом студии военных художников имени М. Б. Грекова, и в год празднования 15-летия со дня первого полёта человека в космос подарен городу Чебоксары.
Для установки памятника было выбрано одно из самых примечательных мест в центре города, на пересечении улицы Гагарина с проспектом Ленина, в начале бульвара по улице Гагарина. В 60 метрах сзади расположен Русский драматический театр. До памятника на этом месте располагалась композиция с изображением ракет.
12 апреля 1976 года состоялся торжественный митинг, посвящённый открытию скульптуры. Митинг открыл председатель исполкома Чебоксарского городского Совета депутатов трудящихся Р. А. Ильяной. Первое слово он предоставил председателю Президиума Верховного Совета Чувашской АССР С М. Ислюкову. Затем на митинге выступил гость — В.К. Дмитриевский, народный художник РСФСР, лауреат премии имени М.Б. Грекова. Он рассказал об авторе открываемой скульптуры — авиационном инженере и талантливом художнике Г.Н. Постникове. Овациями встретили участники многотысячного митинга выступление лётчика-космонавта, дважды Героя Советского Союза, генерал-майора авиации А. Г. Николаева.
Ему вместе с мастером электроаппаратного завода Героем Советского Союза Ф. Н. Орловым и ткачихой хлопчатобумажного комбината Героем Социалистического Труда Ю. И. Петровой было доверено снять покрывало с серебристой скульптуры, изображающей Ю. А. Гагарина в скафандре.

## Описание
Памятник представляет собой трёхметровую скульптуру Юрия Гагарина в космическом скафандре. Левая рука располагается впереди груди, правая отведена в сторону. Скульптура выполнена из серебристого металла — алюминия и установлена на чёрный гранитный постамент. На постаменте выгравирована надпись: «Пионер космоса ГАГАРИН Юрий Алексеевич».
На отдельной гранитной плите, установленной на земле позади памятника, написано: «Столице Чувашии — городу Чебоксары — от военных художников студии имени М. Б. Грекова».